# セルゲイ・マルチキャン
セルゲイ・ニコラエヴィチ（ニコライイ）・マルチキャン（ロシア語: Сергей Николаевич Мартикян、アルメニア語: Սերգեյ Նիկոլայի Մարտիկյան、1874年 - 1957年5月13日）は、アルメニア人のボリシェヴィキ。名はセルゴ (Серго, Սերգո) とも。

## 生涯
1874年、ロシア帝国チフリス県チフリスに生まれた。整備工として働いていたが、1901年から革命運動に関わり始め、1904年からロシア社会民主労働党に加盟。ロシア第一革命の時代はバクーでボリシェヴィキの地下出版組織に参加し、『バンヴォリディス』・『オルエル』・『バキンスキー・ラボーチー』などの発行に関わる。1914年には自宅で党バクー委員会の会合が開かれたこともあり1917年には自宅にバクー委員会のアルメニア語新聞編集部が置かれていた。新聞編集においてはメリク・メリキャン (hy)、アルタシェス・カリニャン、サルキス・カシヤンとも協同している。
二月革命後に党バクー委メンバーに選出され、バクー・コミューンにおいてはその防衛戦闘部隊司令官を務めた。コミューン崩壊後は翌1918年9月から1919年3月までアストラハンで活動。その後党中央委の指令によって6月から翌1920年5月までアルメニア第一共和国で地下活動に従事し、逮捕もされた。アルメニア社会主義ソビエト共和国成立後はアルメニア共産党中央委員となり、1922年1月29日から1930年5月24日にかけてアルメニア共産党中央統制委メンバー、同委議長、同党エリヴァニ市委責任書記を歴任。1924年5月31日から1930年6月26日まで連邦党中央統制委メンバーを務め、同党第12回・第14回・第16回大会にも出席している。連邦中央執行委メンバーでもあり、また1929年にはアルメニア共和国電気機械トラスト長も務めている。
1930年から翌1931年1月までエリヴァニ市ソビエト執行委議長、同月から翌1932年までアルメニア共和国国民経済最高会議議長、翌1933年4月23日から1936年11月17日までアルメニア共和国中央執行委議長、1935年1月18日から1937年までザカフカース社会主義連邦ソビエト共和国中央執行委議長を務めた。その後逮捕されたが釈放され、1957年5月13日にエレヴァンで死去した。